# Annie Catharina Kleefstra
Annie Catharina Kleefstra, ook bekend als Annie Adema van Scheltema, (Lemmer 12 augustus 1884 - Amsterdam 22 maart 1977) was een Nederlandse bibliothecaresse, archivariste en uiteindelijk instituutsdirecteur van het bekende International Instituut voor Sociale Geschiedenis (IISG). 
Ze is dochter van Elisabeth Klein en Jentje Johan Kleefstra. Op 24 oktober 1907 trouwde ze met Carel Steven Adama van Scheltema. Het koppel kreeg geen kinderen. Ze is vooral bekend van de collectie van het IISG. Ze werd in 1935 als instituutbibliothecaris aangesteld van het nieuw geopende instituut. Kleefstra bleek een buitengewoon assertieve acquisiteur van bedreigd en literair erfgoed. Tijdens de oorlog haalden de Duitsers het IISG leeg. Na de oorlog wist Kleefstra op te sporen dat het hele archief in Hannover lag en haalde ze het weer terug naar Nederland.